# Distretto di Rokycany

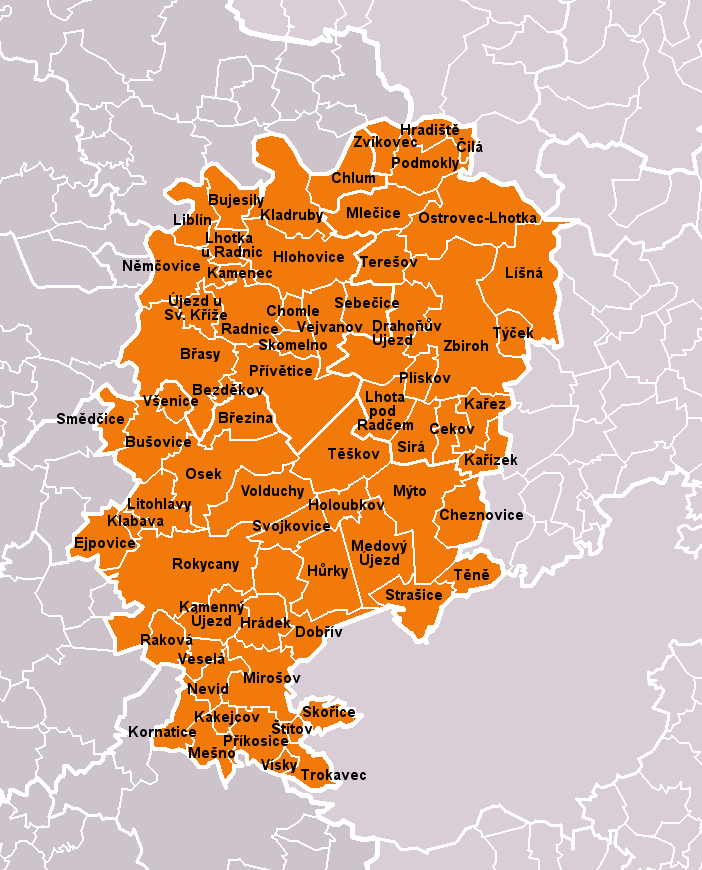
Comuni del distretto

Il distretto di Rokycany (in ceco okres Rokycany) è un distretto della Repubblica Ceca nella regione di Plzeň. Il capoluogo di distretto è la città di Rokycany.

## Geografia antropica
Il distretto conta 68 comuni:

### Città
- Hrádek
- Mirošov
- Mýto
- Radnice
- Rokycany
- Zbiroh

### Comuni mercato
- Zvíkovec

### Comuni
- Bezděkov
- Břasy
- Březina
- Bujesily
- Bušovice
- Cekov
- Cheznovice
- Chlum
- Chomle
- Čilá
- Dobřív
- Drahoňův Újezd
- Ejpovice
- Hlohovice
- Holoubkov
- Hradiště
- Hůrky
- Kakejcov
- Kamenec
- Kamenný Újezd
- Kařez
- Kařízek
- Klabava
- Kladruby
- Kornatice
- Lhota pod Radčem
- Lhotka u Radnic
- Liblín
- Líšná
- Litohlavy
- Medový Újezd
- Mešno
- Mlečice
- Němčovice
- Nevid
- Osek
- Ostrovec-Lhotka
- Plískov
- Podmokly
- Příkosice
- Přívětice
- Raková
- Sebečice
- Sirá
- Skomelno
- Skořice
- Smědčice
- Strašice
- Svojkovice
- Štítov
- Těně
- Terešov
- Těškov
- Trokavec
- Týček
- Újezd u Svatého Kříže
- Vejvanov
- Veselá
- Vísky
- Volduchy
- Všenice